# Franz Serafin Exner
Franz Serafin Exner (Viena, 24 de março de 1849 — Viena, 15 de outubro de 1926) foi um físico austríaco.

## Vida
Exner é membro de uma das mais significativas famílias de professores do Império Austro-Húngaro. Sua família inclui Adolf Exner, Karl Exner, Sigmund Exner e Marie von Frisch. Exner foi o mais jovem dos cinco filhos de Franz Serafin Exner (sênior) e Charlotte Dusensy. Seu pai foi professor de filosofia em Praga de 1831 a 1848, e a partir de 1848 foi comissário escolar em Viena e um influente reformador da educação universitária da Áustria. Começou seus estudos de física em Viena em 1867, obtendo um doutorado em 1871 após um ano acadêmico em Zurique, orientado por August Kundt, também trabalhando com Wilhelm Conrad Röntgen. Em seus estudos foi fortemente influenciado por Viktor von Lang em sua habilitação um ano depois, com a obra "Über die Diffusion durch Flüssigkeitslamellen." Em 1879 foi apontado professor pleno extraordinário e em 1891 tornou-se professor pleno do Instituto de Químico-Física, em 1902 do "Segundo Instituto de Física", como sucessor de Johann Josef Loschmidt, que sempre se preocupou com o "filho de Exner" como amigo próximo da família, após a morte precoce de seus pais. Quando Exner foi indicado reitor da Universidade de Viena, estava no ápice de suas atividades científicas.

## Publicações selecionadas
- Franz Exner e Sigmund Exner: Die physikalischen Grundlagen der Blütenfärbungen, 1910
- W. C. Röntgen e Franz Exner: Über die Anwendung des Eiskalorimeters zur Bestimmung der Intensität der Sonnenstrahlen. Wien Ber 69: 228 (1874)
- Franz Exner: Vom Chaos zur Gegenwart, 1926 (não publicado)